# Rubus stimuleus
Rubus stimuleus es una especie de planta del género Rubus, perteneciente a la familia Rosaceae.

## Taxonomía
Rubus stimuleus fue descrita por Liberty Hyde Bailey en 1944.

## Distribución
Se encuentra en el territorio de República Dominicana.